# Briareum asbestinum
Briareum asbestinum är en korallart som först beskrevs av Peter Simon Pallas 1766.  Briareum asbestinum ingår i släktet Briareum och familjen Briareidae. Inga underarter finns listade i Catalogue of Life.

## Bildgalleri

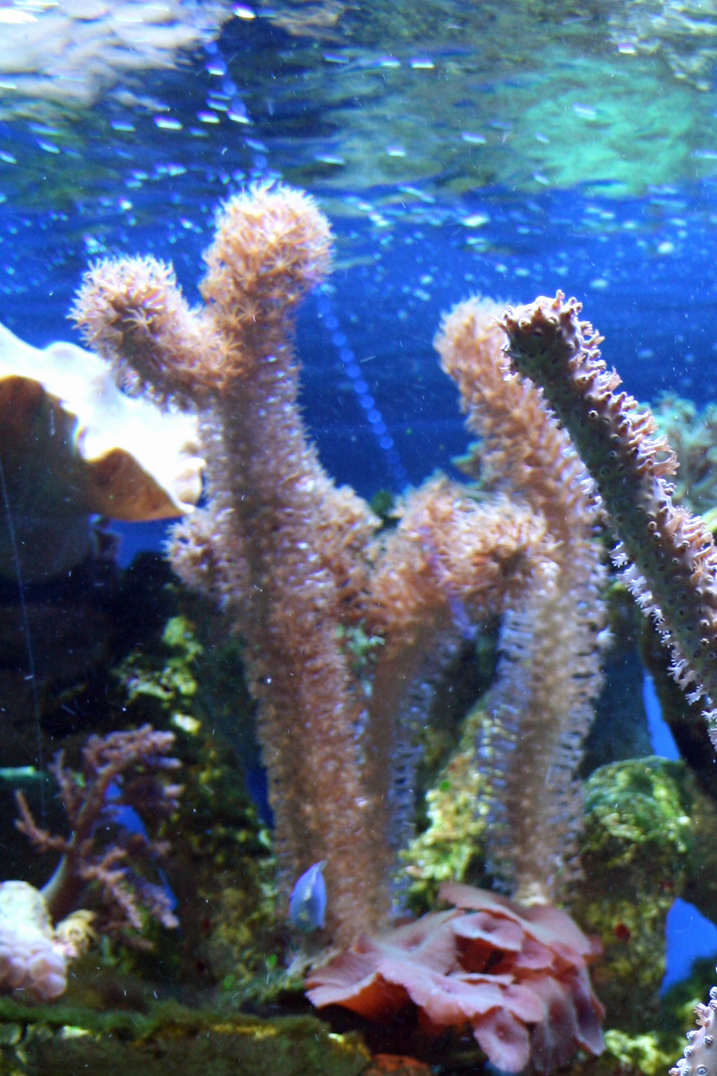
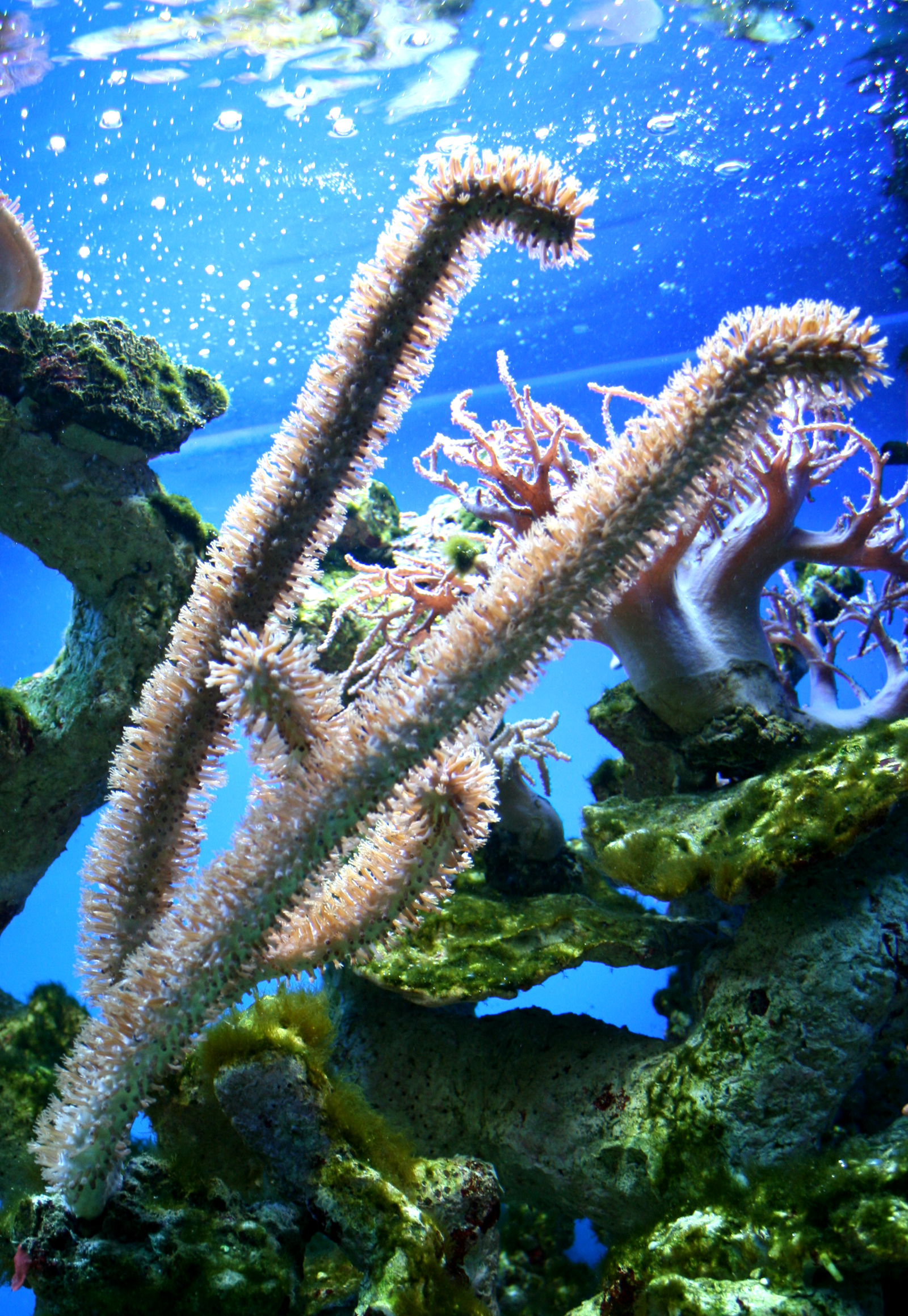